# Рудник Марджанбулак
Рудник Марджанбулак — гірничодобувний майданчик у центральній частині Узбекистану.
Рудник створений для розробки золоторудних покладів Марджанбулацького рудного поля, що виявлене в пониженні між хребтами Гобдунтау та Койташ (гори Нуратау). Він почав свою роботу в 1980-му та організаційно належить до Південного рудоуправління Навоїйського гірничо-металургійного комбінату.
Розробка провадиться відкритим способом зі створенням численних кар'єрів — «Сарикбель», «Український», «Західний», «Тангі Центральний», «Тангі Західний», «Східний», «Гумсай» та «Кучумсай». Руда проходить переробку на розташованій неподалік Марджанбулацькій фабриці з вилучення золота.
Станом на другу половину 2010-х запаси руди в межах проєктних контурів кар'єрів були майже вичерпані та оцінювались у 0,9 млн тонн на кар'єрах «Західний» та «Гумсай». Втім, очікувалось, що розпочатий перерахунок запасів за більш м'якими кондиціями на кар'єрах «Західний», «Сарикбель», «Український», «Гумсай» та «Кучумсай» повинен дати приріст запасів у понад 9 млн тонн руди, чого буде достатньо для 10 років роботи рудника.